# Fotskäl
Fotskäl är kyrkbyn i Fotskäls socken och en tätort i Marks kommun som ligger väster om Kinna i Västergötland beläget 5 mil från både Göteborg, Borås och Varberg. SCB avgränsade bebyggelsen till en småort 1990. Vid avgränsningen 2020 hade antalet bofasta ökat och bebyggelsen klassades då som tätort.
I Fotskäl finns Fotskäls kyrka med betydande orgel från 1874, skola, ålderdomshem och ishall. 

## Befolkningsutveckling
| Befolkningsutvecklingen i Fotskäl 1990–2020 | Befolkningsutvecklingen i Fotskäl 1990–2020 | Befolkningsutvecklingen i Fotskäl 1990–2020 | Befolkningsutvecklingen i Fotskäl 1990–2020 | Befolkningsutvecklingen i Fotskäl 1990–2020 |
| ------------------------------------------- | ------------------------------------------- | ------------------------------------------- | ------------------------------------------- | ------------------------------------------- |
|                                             |                                             |                                             |                                             |                                             |
| År                                          |                                             |                                             | Folkmängd                                   | Areal (ha)                                  |
| 1990                                        | 1990                                        |                                             | 194                                         | 35#                                         |
| 1995                                        | 1995                                        |                                             | 194                                         | 37#                                         |
| 2000                                        | 2000                                        |                                             | 182                                         | 37#                                         |
| 2005                                        | 2005                                        |                                             | 170                                         | 38#                                         |
| 2010                                        | 2010                                        |                                             | 164                                         | 38#                                         |
| 2015                                        | 2015                                        |                                             | 199                                         | 48#                                         |
| 2020                                        | 2020                                        |                                             | 201                                         | 51                                          |
| Anm.: tätort 2018 # Som småort.             |                                             |                                             |                                             |                                             |